# Rimonabant
Rimonabant (merknaam: Acomplia®) is een inmiddels verboden geneesmiddel dat aangrijpt op een van de twee soorten bekende receptoren voor cannabinoïden, CB1.

## Geschiedenis als geneesmiddel
De Europese registratieautoriteit EMEA had rimonabant aanvankelijk goedgekeurd als “aanvulling op dieet en lichaamsbeweging voor behandeling van patiënten met obesitas (BMI≥ 30 kg/m2) of patiënten met overgewicht (BMI ≥ 25 kg/m2) in combinatie met risicofactoren zoals diabetes type 2 of dyslipidemie”. Studies geven aan dat diabetespatiënten het meest profiteren van de regulering van de vet- en de suikerhuishouding.
Vanaf eind september 2007 was rimonabant enige tijd bij de apotheek en uitsluitend op doktersrecept verkrijgbaar. Het middel werd niet vergoed en was relatief duur.
In oktober 2008 heeft de EMEA besloten de vergunning te schorsen, vanwege geringe werkzaamheid en hoog risico op bijwerkingen (vooral depressieve klachten). In minstens 5 gevallen maakten gebruikers van het middel een einde aan hun leven. Het farmaceutisch bedrijf Sanofi-Aventis is gestopt met de productie van het middel.
Ook in de Verenigde Staten is rimonabant niet verkrijgbaar, op 13 juni 2007 heeft het adviserend comité van de FDA met 14 tegen 0 stemmen negatief geadviseerd over toelating.